# Застенок (Гомельская область)
Застенок (бел. Засценак) — упразднённый посёлок в Хойникском районе Гомельской области Беларуси. Входил в состав Алексичского сельсовета. В связи с радиационным загрязнением после катастрофы на Чернобыльской АЭС жители переселены в чистые места.

## История
Хутор, позднее фольварк Застенок панов Обуховичей известен из материалов ревизии 1795 г. На 1796 год был "у Яна Оскирки по декрету" В 1845 г. угодья его составляли около 1800 десятин, из которых толькі 12 дес. пахотной земли, но существовала винокурня с годовым доходом в 12 400 руб., а при ней 41 голова скота на откорме. В 1880 году Застенок — поместье в Юровичской волости Речицкого уезда Минской губернии, 1795 десятин земли, владение А.К. Обуховича. В 1897 году поместье. В 1909 году фольварк. В 1926 году хутор.
С 8 декабря 1926 года в составе Глинищанского сельсовета Юровичского района Речицкого, с 9 июня 1927 года Мозырского округов, с 10 ноября 1927 года в Алексичском сельсовете того же района и округа (до 26 июля 1930 года), с 8 июля 1931 года в Хойникском районе, с 20 февраля 1938 года в Полесской, с 8 января 1954 года в Гомельской областях.
При землеустройстве бывшего поместья в 1920-е годы были созданы сад Застенок (в 1917 году 153 десятины земли; в 1926 — 13,40 десятин земли) и одноимённый совхоз.
Решением Хойникского районного Совета депутатов от 20 сентября 2011 г. № 68 "Об упразднении сельских населённых пунктов Хойникского района" посёлок Застенок Алексичского сельсовета упразднён.

## Население

### Численность
- 2004 год — жителей нет

### Динамика
- 1897 год — 15 жителей (согласно переписи)
- 1909 год — 16 жителей
- 1917 год — сад 3 двора, 20 жителей
- 1926од — 6 хозяйств, 30 жителей
- 1959 год — 92 жителя (согласно переписи)
- 1970 год — 53 жителя
- 2004 год — жителей нет